# Данилово (Україна)

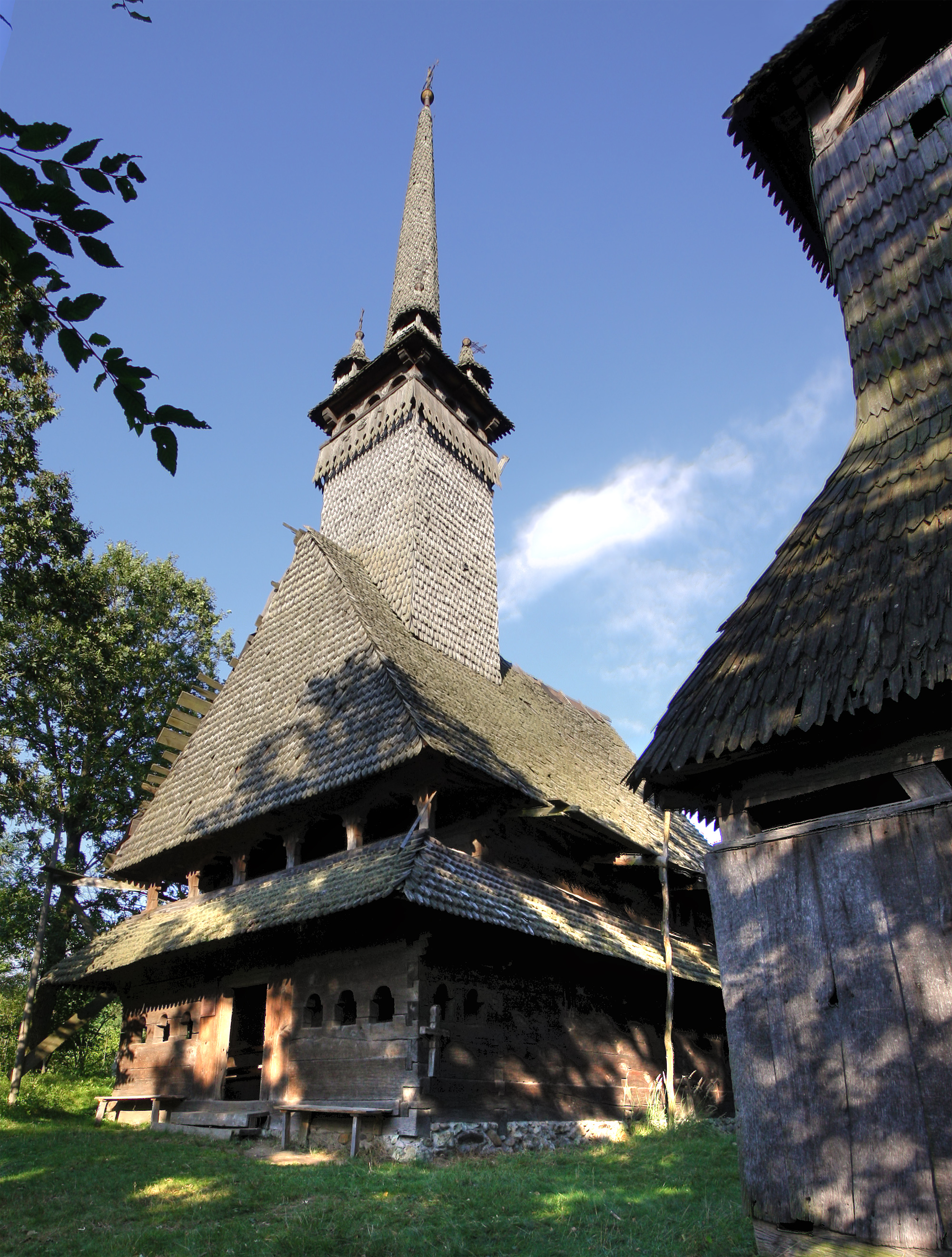
Церква св. Миколи, 1779

Данилово — село в Хустській міській громаді у Закарпатській області в Україні.
Данилово розташоване на автошляху Хуст — Синевир, за 20 км від районного центру, міста Хуст.
На південній околиці села знайдено сліди давньоруського городища 11—13 ст. В північно-східній околиці Данилового, що на підвищенні Татарський Лаз – городище, можливо, давньоруського часу.
Перша письмова згадка про село сягає 1390 р.
перша згадка 1390-рік як Huzthokna, 1391-Danalafalua, 1462-Sofalwa, 1550-Soffalwa, 1610- Soffalua, 1725- Soófalva, 1773-Soófalva, Danyilesty, Danilova, 1808-Sófalva, Danilowá, Danilest(y)i, 1828-Soófalva, Danilowo, 1838-Sófalva, 1851-Sófalva (Danilova)), 1877-Sófalva, Danilovo, 1913-Husztsófalva, 1930-Danilove, 1944-Husztsófalva, Данилово, 1983- Данилове, Данилово, 1995- Данилово.
О́зеро соле́не — гідрологічна пам'ятка природи місцевого значення в Україні. Розташована при західній околиці села Данилово, в урочищі «Ями».
Площа 2,5 га. Статус отриманий згідно з рішенням облвиконкому від 18.11.1969 року № 414 та рішенням облвиконкому від 23.10.1984 року № 253. Перебуває у віданні Данилівської сільської ради.
Статус надано для збереження соленого озера, вода якого має лікувальні властивості.

## Герб
У лазуровому щиті із зеленою базою зелений перев'яз зліва, обтяжений сімома золотими бочками і супроводжується справа срібною церквою, а зліва - срібною стрілою. Поверх усього справа срібний ключ у балку ліворуч, з голівкою у вигляді літери "Д".

## Пам'ятки
- В центрі Данилово на пагорбі стоїть струнка дерев'яна двозрубна Миколаївська церква, 1779 р., що є наймолодшою з четвірки відомих дерев'яних церков району (Сокирниця, Данилово, Крайниково, Олександрівка).[2] Дерев'яний храм Святого Миколая Чудотворця — взірець мармарошської готики. Храм був заснований 14 травня 1779 року. Про це свідчить надпис на дверях пам'ятки архітектури. Для зведення церкви було використано 5000 курячих та гусячих яєць. Завдяки географічному розташуванню, церква входить до складу Золотого церковного чотирикутника. Така умовна назва виникла у географічної області, по краям якої розташовуються чотири селища, у яких збудовані та збереженні давні дерев'яні церковні споруди. Серед дерев'яних церков, побудованих у готичному стилі у цьому районі, Миколаївська церква є однією з наймолодших. В 1914 році нижче головного входу до храму встановили кам'яний хрест. До 1920 року у церкві правив останній греко-католицький священик отець Азарій. У середині 70-х років був замінений дах церкви. Архітектори І. Могитич та Л. Дмитрович провели реставраційні роботи у храмі Святого Миколая Чудотворця у 1968 році. У 1984 році кріплення хреста було відремонтоване. Богослужіння в церкві проводились щонеділі, для цього до храму приходив священик із Золотарьово. Після того, як храм опинився у розпорядженні греко-католиків, у ньому відбулась перша служба навесні 2005 року. Наразі храм зачинений, богослужіння в ньому припинені і його відвідують лише туристи. У період з 2005 по 2006 рік з даху церкви в деяких місцях зняли покриття. Церква двозрубна та тридільна. Споруда побудована з врахуванням найкращих традицій закарпатської народної школи. Побудована без використання цвяхів. Розташовується у центральній частині села на конусоподібному пагорбі. Має високий та тонкий шпиль. Висота шпилю сягає 14 метрів. Фундамент будівлі виготовлений з каменю, сама будівля побудована з використанням дубових брусів. Поряд з церквою розташовується двохярусна каркасна дзвіниця. Її другий ярус покривають леміш та ґонт. Дзвіниця має каркасну конструкцію та три дзвони. З західної сторони фасаду церква завершується закритим ґанком зі зробленими фігурними віконцями. Над ґанком відкривається галерея. Церковний іконостас містить 9 ікон, які відносяться до 18 століття. Стіни будівлі були вкриті розписами німецького художника І. Корнмаера, створеними у 1828 році. На західній частині вівтаря був збережений надпис щодо авторства художника. Існують данні щодо часткового знищення розписів через підвищену вологість у приміщенні. Для покриття даху використали ґонт, під дахом вежі розташовується аркада. Коробовий тип склепінь був використаний всередині для перекриття нави та вівтаря. Бабинець перекриває плоска стеля. Хори розташовуються із західної сторони нави. Виріз, який міститься між навою та бабинцем, приймає вигляд ажурної арки. Каркасна вежа, яка починається над бабинцем, увінчується високим шпилем та чотирма наріжними шпилями. Зруб нави та бабинець мають двосхилий дах та опасання. Вівтарний зруб менший за розмірами і його вкриває стрімкий дах. Вікна нави мають квадратну форму. Вони заґратовані, для цього були використані прутики в яких вигинались «вусики». Всередині церкви відділяється бабинець від нави та вівтаря дерев'яною ажурною аркою. До західного фасаду прилягає закрите кільце, яке є зрубом бабинця.

## Туристичні місця
- дерев'яний двозрубний  Миколаївський храм, 1779 р.
-  Татарський Лаз – городище давньоруського часу.
- озеро Соле́не — гідрологічна пам'ятка природи місцевого значення в Україні. Розташована при західній околиці села Данилово, в урочищі «Ями».

## Населення

### Мова
Розподіл населення за рідною мовою за даними перепису 2001 року:
| Мова       | Кількість | Відсоток |
| ---------- | --------- | -------- |
| українська | 1841      | 99.46%   |
| російська  | 10        | 0.54%    |
| Усього     | 1851      | 100%     |